# 六叶红景天
六叶红景天（学名：Rhodiola sexifolia）是景天科红景天属的植物，为中国的特有植物。分布在中国大陆的西藏等地，生长于海拔3,550米至4,100米的地区，见于山坡上，目前尚未由人工引种栽培。